# Fred Bachrach
Albert Gustave Herbert (Fred) Bachrach (Frankfurt am Main, 9 december 1914 – 18 december 2009) was een Nederlandse literatuur- en kunsthistoricus. 

## Levensloop

### Opleiding, vroege carrière en oorlogsjaren
Bachrach werd geboren in Frankfurt am Main als zoon van een Franse vader en een Duitse moeder. Hij studeerde aan de Universiteit van Amsterdam en begon zijn carrière als leraar aan het Stedelijk Gymnasium van Alkmaar. Na enige tijd vertrok hij naar Nederlands-Indië, waar hij op een middelbare school in Semarang ging lesgeven.
Op 7 december 1941, de dag na de aanval op Pearl Harbor, meldde Bachrach zich aan bij het Koninklijk Nederlandsch-Indisch Leger. Na de Japanse invasie was hij bij Java gevangen genomen, en bracht drie jaar door in Japanse gevangenkampen. Hier overleefde hij honger, marteling en andere ontbering. In 1945 kwam hij vrij met de bevrijding van het krijgsgevangenenkamp in Changi.

### Verdere opleiding en carrière

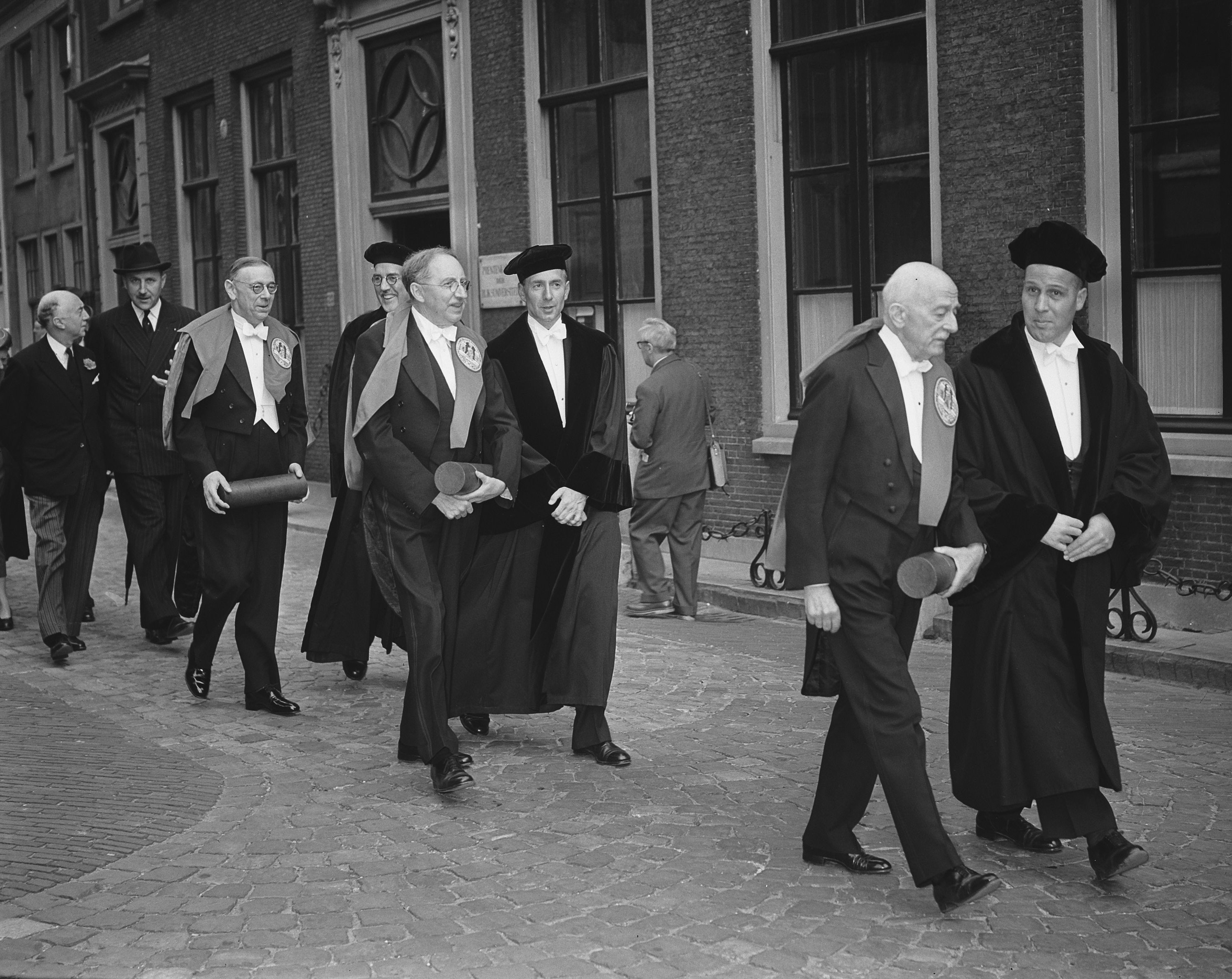
Bachrach (midden) met E.M. Forster ter gelegenheid van Forsters eredoctoraat in Leiden (1954)

Na zijn bevrijding werkte Bachrach voor een Franse speciale eenheid in Saigon. Terug in Den Haag werkte hij korte tijd voor het Britse Ministerie voor overzeese gebieden. Met een beurs startte hij vervolgstudie aan het Jesus College aan de Universiteit van Oxford, waar hij promoveerde in 17e-eeuwse Engelse literatuur.
In 1953 kreeg Bachrach een aanstelling als buitengewoon hoogleraar in de taal- en letterkunde aan de letterenfaculteit van de Universiteit Leiden. In 1955 werd dit een aanstelling als gewoon hoogleraar, en in deze hoedanigheid werkte hij tot 1980. Op 1 november dat jaar nam hij afscheid met het afscheidscollege, getiteld Storm en letteren.
In 1970 werd hij lid van de Koninklijke Nederlandse Akademie van Wetenschappen.